# Experimental Metal
Experimental Metal oder Avantgarde Metal ist ein Oberbegriff für verschiedene Spielweisen des Heavy Metal. Der Begriff kam zu Beginn der 1990er Jahre auf und wurde durch den experimentellen Gebrauch innovativer Elemente charakterisiert: unkonventioneller Klänge, Instrumente, Songstrukturen, Spiel- und Gesangstechniken. Die ersten Spielformen entstammten Progressive Metal, Jazz Fusion, Black Metal und Death Metal. Lokale Musikszenen existieren in der San Francisco Bay Area der USA, Oslo in Norwegen, in Polen, sowie in der japanischen Hauptstadt Tokyo.
Je nach Epoche überschneidet sich der Begriff auch mit Progressive Metal, differenziert sich aber vom ebenfalls in den 1990er Jahren aufgekommenen Crossover-Stilbegriff durch eine betont künstlerische Ernsthaftigkeit.
Beispielhafte Vertreter, die unter anderem schon als Experimental Metal oder Avantgarde Metal bezeichnet wurden, sind 
- Dillinger Escape Plan
- Ihsahn (Soloprojekt)
- Peccatum
- Fantômas
- Bethlehem
- Deathspell Omega
- Madder Mortem
- Waltari
- Meshuggah